# Jeho slovo je zákon
Jeho slovo je zákon je román amerického spisovatele Eda McBaina z roku 1973. Kniha je rozdělena do devíti kapitol, autor ji věnoval Sylvii a Donovi Buntovým. Pochází se série o fiktivním detektivním okrsku – známý jako 87. revír – ve vymyšleném městě Isola, a patří k velmi výrazným dílům dané série.

## Postavy
- Steve Carella – hlavní vyšetřující detektiv tohoto případu
- Bert Kling – spoluvyšetřující detektiv
- Randall „Randy“ Nesbitt – „prezident“ gangu Američtí rebelové
- Charles „Čingo“ Ingersoll – člen gangu
- Jonathan „Johnny“ Quince – člen gangu
- Anthony „Čára“ Sutherland – člen gangu
- Margaret „Pískle“ McNallyová - členka gangu
- Charlie Broughton - detektiv ze 101. revíru
- Meyer Meyer – detektiv

## Povaha zločinu
Několikánobná vražda, válka gangů.

## Děj románu
Detektivka se odehrává v lednu roku 1973 a je vyprávěna s přeházenou posloupností, takže už v první kapitole je jasné, kdo zločin spáchal. Daleko rafinovanější je ale popis postupu detektivů z 87. revíru, který je doplňován výpovědí prezidenta gangu Amerických rebelů. Ve výkopu najde policie šest nahých mrtvol (mezi nimi i jedno nemluvně), je to část odplaty zvráceného myšlení prezidenta Amerických rebelů, který brutální vraždou chtěl nastolit totální mír mezi znepřátelenými gangy ve městě (Smrtihlavové, Rudí mstitelé a Američtí rebelové). Detektivové se postupně dostávají na stopu této brutální vraždy, navíc sám Randy udělá několik chyb, když se členové gangu nechtějí podřídit jeho zvrácené autoritě. Velmi drsné čtení, doplněné navíc dalšími vraždami, vykonávanými bez jakéhokoliv citu nebo přemýšlení nad tím, co se děje.